# 1999 KT16
1999 KT16, também escrito como 1999 KT16, é um objeto transnetuniano (TNO) que está localizado no cinturão de Kuiper, uma região do Sistema Solar. Este corpo celeste é classificado como um cubewano. Ele possui uma magnitude absoluta (H) de 8,8 e, tem um diâmetro estimado com cerca de 76 km.

## Descoberta
1999 KT16 foi descoberto no dia 18 de maio de 1999 pelos astrônomos R. L. Allen, M. Jarvis e G. Bernstein.

## Órbita
A órbita de 1999 KT16 tem uma excentricidade de 0.000 e possui um semieixo maior de 46.417 UA. O seu periélio leva o mesmo a uma distância de 46.417 UA em relação ao Sol e seu afélio a 46.417.